# Özlem Türeci
Özlem Türeci, née le 19 avril 1967 à Siegen, est une chercheuse en médecine d'origine turque et une entrepreneure allemande. Avec son mari Uğur Şahin, Bill Gates, Angela Merkel et d'autres, elle a fondé successivement les sociétés de biotechnologie Ganymed Pharmaceuticals et BioNTech dont elle est directrice médicale. Auparavant, elle travaillait principalement dans la recherche et l'enseignement.
Elle enseigne aussi en tant que Privatdozent à l'université Johannes-Gutenberg de Mayence. En 2020, avec ses équipes, dont Katalin Karikó, elle a travaillé au développement du premier vaccin à ARN messager, contre la Covid-19, en association avec une société pharmaceutique américaine.

## Biographie
Özlem Türeci est la fille d'un chirurgien turc qui est venu d'Istanbul en Allemagne et a travaillé dans un petit hôpital de l'arrondissement de Cloppenburg. Elle est née en Allemagne, en 1967 à Lastrup. Elle a étudié la médecine à l'université de la Sarre à Hombourg où elle a reçu son doctorat. Ses recherches ont porté sur l'identification et la caractérisation de molécules antigène tumoral et sur le développement d'immunothérapies contre le cancer. Elle y a rencontré son futur mari Uğur Şahin, né en Turquie et dont la famille a émigré en Allemagne durant son enfance. Il travaillait comme oncologue dans un service de cancérologie. Avec lui, elle a rejoint l'université Johannes Gutenberg à Mayence en 2000 où elle a reçu son habilitation dans le domaine de la médecine moléculaire. Elle y enseigne depuis en tant que Privatdozent.
Elle a observé pendant ce temps « que la science n'arrive pas toujours au lit du patient ». Afin de rendre plus rapidement disponibles des formes innovantes de thérapie, elle et son mari fondent en 2001 la société Ganymed Pharmaceuticals, qui va développer des anticorps monoclonaux contre le cancer,. En 2016, la société pharmaceutique japonaise Astellas Pharma a racheté cette société.
Özlem Türeci est en 2020 à la tête du département de développement de nouveaux produits de BioNTech, société qu'elle a fondée en 2008 avec son mari,. Sa société a été introduite en bourse sur le NASDAQ en 2019 et valait plus de 18 milliards d'euros en juillet 2020,, après avoir signé un partenariat avec la société pharmaceutique américaine Pfizer.
Sur proposition du groupe parlementaire du SPD en Rhénanie-Palatinat, elle sera membre avec droit de vote de la 17e Assemblée fédérale pour l'élection présidentielle allemande de 2022.

## Vaccins à ARNm
Dès janvier 2020, percevant l'opportunité de la pandémie à Covid-19, sa société mobilise une quarantaine de personnes sur les travaux relatifs à une vaccination contre cette pandémie, utilisant le savoir-faire acquis particulièrement par Katalin Karikó et Drew Weissman en matière de modification de l'ARN. Dès le début novembre, BioNTech et Pfizer ont pu annoncer  que leur vaccin contre la Covid-19 réduisait de plus de 90 % le risque de contracter ce virus.
En mars 2021, elle annonce vouloir poursuivre des travaux sur des vaccins contre le cancer.

## Décoration
- 2021 : Grand-croix du Mérite de la République fédérale d'Allemagne avec étoile, la plus haute distinction allemande, décorée pour leur « découverte révolutionnaire » contre le Covid-19 en même temps que son époux le 19 mars 2021 par le président de la République Frank-Walter Steinmeier, en présence de la chancelière Angela Merkel[12]
- 2021 : Prix Princesse des Asturies pour recherche scientifique et technique
- 2023 : Admission dans l'Ordre Pour le Mérite (en même temps que Uğur Şahin)[13]